# Eurybia rubeolata
Eurybia rubeolata is een vlindersoort uit de familie van de prachtvlinders (Riodinidae), onderfamilie Riodininae.
Eurybia rubeolata werd in 1910 beschreven door Stichel.